# Guido Ubaldo Abbatini

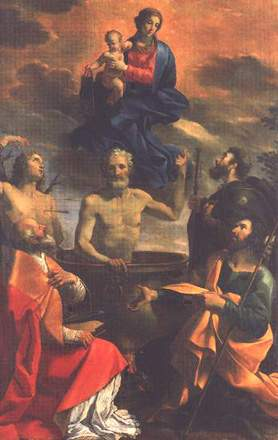
Madonnan och Barnet med helgon från 1644.

Guido Ubaldo Abbatini, även Guidobaldo Abbatini, född omkring 1600 i Città di Castello, Italien, död 1656 i Rom, var en italiensk målare under högbarocken.
Abbatini gick till en början i lära hos Cavalier d'Arpino, och kom senare att anlitas av Giovanni Lorenzo Bernini. Bernini, som själv ogärna utförde målningsarbeten, vände sig till Abbatini i samband med flera viktiga beställningsverk. I början av 1640-talet utförde Abbatini sitt mästerverk, takmålningen Sankt Franciskus i paradiset, i Raimondi-kapellet i kyrkan San Pietro in Montorio på Janiculum. Omkring 1644 smyckade Abbatini takvalvet i Pio-kapellet i Sant'Agostino med fresker föreställande änglar.
Mellan 1647 och 1652 formgav och skulpterade Bernini Den heliga Teresas extas i Cornaro-kapellet i kyrkan Santa Maria della Vittoria. Abbatini fick då i uppgift att utföra valvfresken som framställer den Helige Ande, änglar och keruber ovanför helgonskulpturen.
Abbatini har även dekorerat sakristian i Santo Spirito in Sassia i närheten av Via della Conciliazione.